# Saint-Nicolas (Vale de Aosta)
Saint-Nicolas é uma comuna italiana da região do Vale de Aosta com cerca de 313 habitantes. Estende-se por uma área de 15 km², tendo uma densidade populacional de 21 hab/km². Faz fronteira com Arvier, Avise, Saint-Pierre, Villeneuve.

## Demografia
| Variação demográfica do município entre 1861 e 2011                               |
|                                                                                   |
| Fonte: Istituto Nazionale di Statistica (ISTAT) - Elaboração gráfica da Wikipedia |